# Illes Riau
No confondre amb l'arxipèlag de Riau, el qual forma part de la província.
Les illes Riau (en indonesi: Kepulauan Riau) són una província d'Indonèsia que consta de l'arxipèlag de Riau pròpiament dit i les illes Natuna i Anambas. Tenen una extensió de 21.992 km² i una població d'uns 1.200.000 habitants.
Originàriament havia format part de la província de Riau, però el juliol de 2004 l'arxipèlag Riau fou considerat una província separada, amb Tanjung Pinang com a capital. Els arxipèlags d'Anambas i Natuna, localitzats entre Malàisia i Borneo, també foren adjuntats a la nova província.
Per població, les illes Riau més importants són Bintan, Batam i Karimun. Tanmateix, les illes Natuna, escassament poblades, són més grans.

## Història
L'arxipèlag de Riau està situat sobre una de les més antigues vies comercials marítimes del món, que connecta la Xina i l'Índia amb l'Orient Mitjà.
S'ha trobat una inscripció búdica a Pasir Panjang, a l'illa de Karimun, que s'ha datat del segle ix.
Segons la tradició, Parameswara, un príncep del Regne de Sriwijaya al sud de Sumatra, refusant la sobirania feudal del Regne de Majapahit a l'est de l'illa de Java, es refugia sobre l'illa de Temasek (l'actual Singapur), però s'estableix finalment sobre la costa oest de la península malaia cap al 1400 i funda Malaca. El 1511, una flota portuguesa va sortir de Goa, a l'Índia, sota el comandament del virrei Alfons d'Albuquerque, s'apodera de Malaca, que s'havia fet el major port del sud-est d'Àsia. El soldà Mahmud es refugia a l'illa de Bintan. Els portuguesos destrueixen la plaça el 1526. El soldà funda una nova capital a Johor, a la punta sud de la península malaia.
El tractat de Londres de 1824, signat entre els anglesos i els holandesos, atorga a aquests últims el control dels territoris al sud de Singapur. D'aquesta manera, Riau queda separada del soldanat de Johor. Més generalment, aquest tractat marca la separació del món malai en dues parts, l'una es troba avui a la Federació de Malàisia i l'altra a la República d'Indonèsia.